# Pertti Anterow
Pertti Antero Anterow Väisänen, född 5 juni 1944 i Finland, är svensk målare och teckningslärare. 
Anterow studerade konstvetenskap och estetik i Finland och har en ingenjörsexamen från Uppsala universitet. Han flyttade till Värmland på 1970-talet där han anställdes som teckningslärare i Åmål. 
Han har förutom i Finland ställt ut separat i Stockholm, på Galleri Ason i Karlstad, Galleri Almar i Karlstad, Lilla Klenoden i Säffle, Uppsala, Helsingborg och på Oscar Magnussons konsthall i Borgvik. Han har medverkat i samlingsutställningar på Liljevalchs konsthall, med Värmlands konstförenings Höstsalonger på Värmlands museum, New York, Helsingfors, Åbo, Köpenhamn och Göteborg.
Han tilldelades Säffle kulturstipendium 1975, Statens Konstråds stipendium 1978 och NWT:s kulturstipendium 1978.
Hans konst består av tavlor med svävande klot.